# Mark Szulszycki
Mark Olegowicz Szulszycki (ros. Марк Оле́гович Шульжи́цкий, ur. 11 lipca 1989 w Władywostoku) – rosyjski kierowca wyścigowy.

## Kariera
Szulszycki rozpoczął karierę w wyścigach samochodowych w 2013 roku od startów w FIA World Endurance Championship, Malaysia Merdeka Endurance Race, Blancpain Endurance Series oraz FIA GT Series. W Mistrzostwach Świata samochodów wytrzymałościowych był 37, a w klasie LMP2 został sklasyfikowany na 24 pozycji. W Blancpain Endurance Series w klasie GT3 Pro-Am Cup był osiemnasty, a w FIA GT Series (Pro-Am) – dwunasty. Rok później w 24-godzinnym wyścigu Le Mans zajął piąte miejsce w klasie LMP2.

## Wyniki w 24h Le Mans
| Rok  | Zespół     | Partnerzy                       | Samochód            | Klasa | Okr. | Poz. | Klasa Pos. |
| ---- | ---------- | ------------------------------- | ------------------- | ----- | ---- | ---- | ---------- |
| 2014 | OAK Racing | Alex Brundle Jann Mardenborough | Ligier JS P2-Nissan | LMP2  | 354  | 9    | 5          |